# Wskrzeszenie Łazarza (obraz Caravaggia)
Wskrzeszenie Łazarza (wł. Resurrezione di Lazzaro) – obraz olejny na płótnie o wymiarach 380 × 275 cm namalowany w 1609 przez Caravaggia. Obecnie dzieło znajduje się w zbiorach Museo Regionale di Messina.

## Historia
Przeniósłszy się do Messyny po ucieczce z maltańskiego więzienia i wylądowaniu w Syrakuzach Caravaggio otrzymał w 1609 roku zlecenie od zamożnego kupca genueńskiego Giovanni Battista de’ Lazzari na wykonanie obrazu ołtarzowego do kaplicy większej kościoła Krucyferów zwanego Chiesa dei Ministri degli Infermi.
Zdaniem Francesco Sussino, osiemnastowiecznego biografa malarzy messyńskich wybierając na temat malowidła Wskrzeszenie Łazarza zamawiający chciał nawiązać do swojego rodu. Co więcej, Sussino przekazuje także okoliczności tego, w jaki sposób malarz zdewastował obraz cięciami brzytwy obrażony ostrą krytyką z jaką obraz został przyjęty przez publiczność. Z tej pierwszej wersji Wskrzeszenia, która według legendy została w rekordowo szybkim tempie zastąpiona nowszą kompozycją malarską, prawdopodobnie nie pozostał żaden ślad i jest możliwe, że cała historia pierwszej wersji jest jedynie wymysłem obdarzonego bujną fantazją biografa, zainspirowaną być może tym, że jako że górna część obrazu jest bardzo ciemna i wręcz pusta, musiała być w domyśle Sussino skutkiem wielkiego pośpiechu, przez który dzieło wydaje się wręcz nieukończone.
O płótnie tym wspomina się także w dziele Le Vite de’ pittori scultori e architetti moderni autorstwa Giovan Pietro Bellori (1613-1696):
Dotarłszy następnie do Messyny wykonał tam u Kapucynów obraz ze Zwiastowaniem, przedstawił zaś na nim Dziewicę z dzieciątkiem na zewnątrz rozwalającej się chaty pozbawionej ruchomości i belek; tam jest św. Józef oparty o kij z kilkoma adorującymi pasterzami. Dla tych samych Ojców namalował św. Hieronima ze Strydonu piszącego nad księgą, zaś w kościele Służebników Chorych (wł. Chiesa de’ Ministri de gl’Infermi), w kaplicy Państwa Lazzari namalował wskrzeszenie Łazarza, którego przedstawił z wysiłkiem wychodzącego żywego z grobu i rozchylającego ramiona w kierunku z którego dobiegał głos Chrystusa i wyciągającego w jego kierunku ręce. Płacze Marta i w zdumienie wpada Maria Magdalena, jest także i jeden człowiek, który zasłania dłonią nos, aby ustrzec się fetoru gnijącego trupa. Obraz jest wielki, postacie stoją w środku groty, snop silnego światła pada na obnażonego Łazarza i tych, którzy go podtrzymują; obraz jest godny najwyższego uznania ze względu na siłę przedstawienia. Lecz niełaska u Michała nie opuszczała go, zaś strach gnał go z jednego miejsca w inne.[...]
Prawdopodobnie Caravaggio sportretował się na tym płótnie jako mężczyzna ze złożonymi dłońmi za palcem wskazującym Chrystusa. Realizm płótna jest wstrząsający: Łazarz, będąc posłusznym gestowi Chrystusa stojącego w półcieniu, poniekąd grożącemu w swojej potędze, jest na wskroś przenikany przez zbawienną jasność niebiańską niczym prądem elektrycznym, który rozpręża zastygłe z powodu śmierci mięśnie i ponownie daje mu życie; w akcie ponownych narodzin Łazarz rozpościera ramiona przybierając w ten sposób kształt przypominający krzyż.
Uważne obejrzenie malowidła przywodzi na myśl Powołanie świętego Mateusza namalowane kilka lat wcześniej dla francuskiego kościoła św. Ludwika w Rzymie; tak w tym wypadku, jak i na wcześniejszym obrazie światło jest symbolem Łaski. O ile jednak na płótnie rzymskim strumień światła padał na postać bezpośrednio nakreślając klarowne kontury w przypadku Wskrzeszenia Łazarza snop światła jest bardziej rozmyty i wibrujący, dając efekt wzmożonego dramatyzmu. Dlatego też Wskrzeszenie jest jednym z płócien najbardziej reprezentatywnych dla ostatnich lat życia Caravaggia, kiedy częściej eksperymentował on ze światłem dążąc do rozmywania postaci.